# Zisterzienserinnenabtei Gémenos

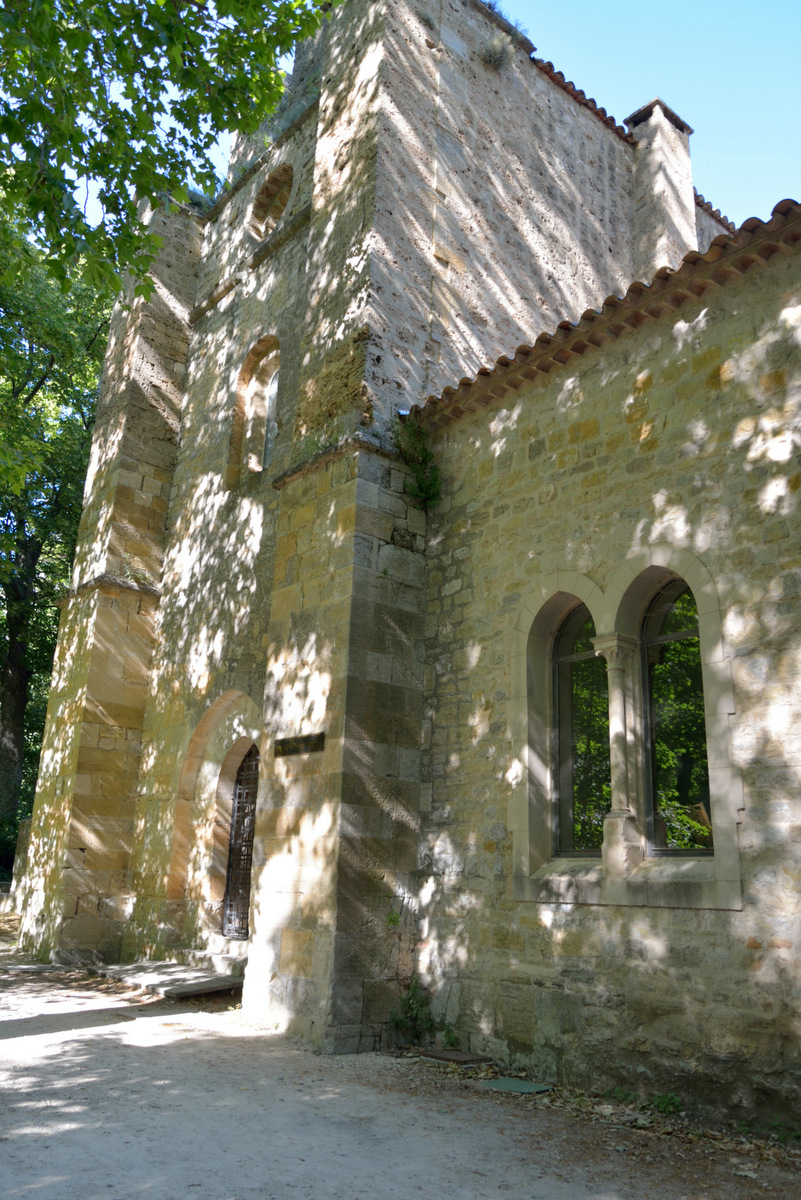
Eingang der Abtei

Die Zisterzienserinnenabtei Gémenos (auch: Saint-Pons de Gémenos) war von 1205 bis 1407 ein französisches Kloster der Zisterzienserinnen in Gémenos, Département Bouches-du-Rhône.

## Geschichte
Der Bischof von Marseille gründete 1205 das Zisterzienserinnenkloster Saint-Pons (nach Pontius von Cimiez) in Gémenos, das 1223 zur Abtei aufstieg und drei Töchterklöster gründete: 1221 Kloster Almanarre, 1235 Kloster Mollégès und 1242 Kloster Mont-Sion. 1407 wurde das Kloster in die Tochter Almanarre integriert und – offenbar als zu feucht gelegen – 1426 endgültig aufgegeben. Die seit 1926 unter Denkmalschutz stehenden Reste sind heute in einer Parklandschaft zugänglich (Parc de Saint-Pons).